# Basová linka
Basová linka označuje v hudbě instrumentální part nebo melodickou linku, která se hraje v basovém nebo nižším rozsahu. Zní proto hlouběji než ostatní nástroje. Je součástí rytmické sekce. V hudbě má basová linka mezi ostatními hlasy velmi důležitou úlohu. Říká se „basa tvrdí muziku“. Hlavním úkolem je podpořit a definovat harmonický pohyb hudby.
Basová linka může být v principu hrána jakýmkoliv nástrojem, který je schopen zahrát tón, který leží jeden a půl oktávy pod středním C (c1).

## Nástroje používané pro hraní basové linky
Používá se řada různých hudebních nástrojů. Např. ve smyčcovém kvartetu je to cello, v rockových skupinách baskytara, v dechových orchestrech tuba. Basovou linku lze hrát i na klavíru. Varhany mají hlasový rozsah větší než všechny obvyklé hudební nástroje a pro hraní basového partu se používají nožní pedály. 

## Basová linka v moderní hudbě
Bez ohledu na hudební styl je úkol basové linky stále stejný. Držet tempo a zvýraznit harmonický pohyb skladby. Při vytváření basové linky platí několik základních pravidel
- basová linka zdůrazňuje rytmus – rytmicky podporuje bicí nástroje
- zdůrazňuje harmonii – nejčastěji hraje základní tón akordu
- zdůrazňuje harmonický pohyb – často je basová linky v protipohybu k hlavnímu hlasu. Pokud hlavní hlas stoupá, basová linka klesá a naopak.